# Wohlova degradace
Wohlova degradace je reakce monosacharidů ze skupiny aldóz, při níž dochází ke zkracování uhlíkového řetězce; pojmenována je po německém chemikovi Alfredu Wohlovi. Klasickým příkladem je přeměna glukózy na arabinózu, která je znázorněná níže:
Zde se v prvním kroku D-glukóza reakcí s hydroxylaminem a methoxidem sodným mění na oxim. V druhém kroku se reakcí tohoto oximu s acetanhydridem v roztoku octanu sodného v kyselině octové tvoří pentaacetylglykononitril. Oxim se zde přeměňuje na nitril samovolnou přeměnou všech alkoholových skupin na acetátové skupiny.
Nakonec se přidá roztok methoxidu sodného v methanolu, čímž dojde k odstranění acetátových skupin a nitrilové skupiny a přeměně druhého uhlíku z čtyřstěnné struktury na aldehyd.

## Ruffova-Fentonova degradace
Obdobným procesem je Ruffova-Fentonova degradace, kdy se aldóza nejprve převádí na α-hydroxykarboxylovou kyselinu pomocí bromu a hydroxidu vápenatého, která je přeměněna na kratší aldózu reakcí s síranem železitým a peroxidem vodíku.